# Nettleton (Wiltshire)
Pour les articles homonymes, voir Nettleton (homonymie).
Nettleton est une paroisse civile et un village du Wiltshire, en Angleterre.